# Expedición de la Compañía Magallánica

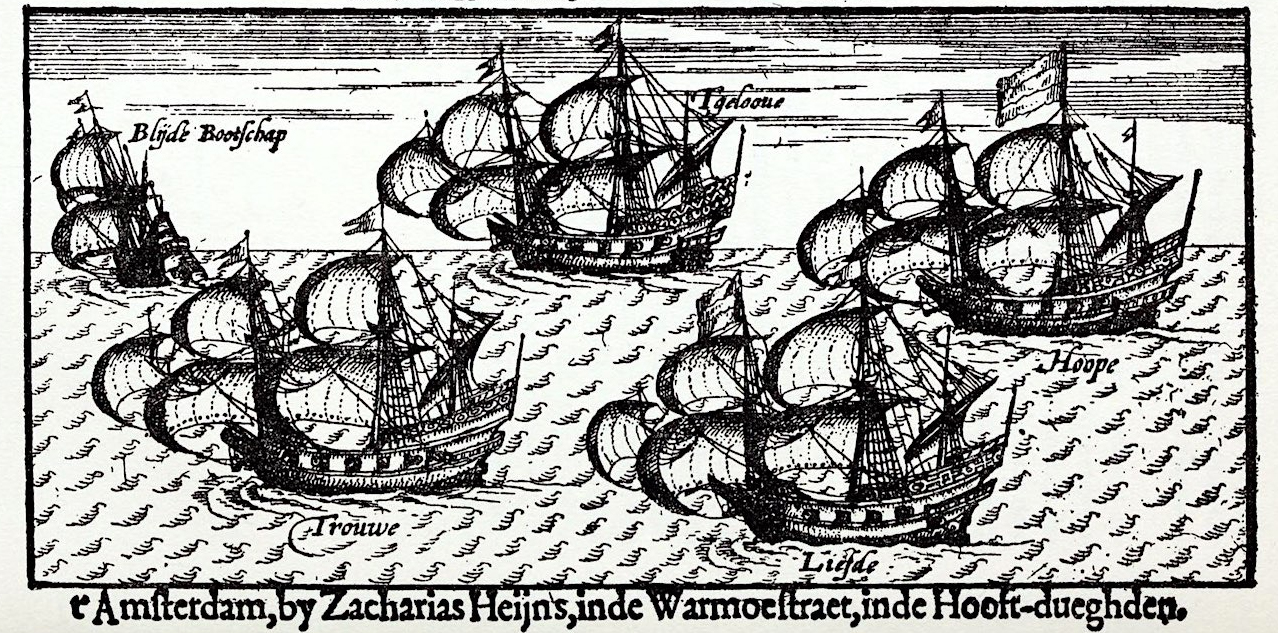
De izquierda a derecha: Blijde Boodschap, Trouwe, Geloof, Liefde y Hoope

La Expedición de la Compañía Magallánica (Magelhaensche Company) fue una expedición neerlandesa iniciada en 1598 por la también llamada Compañía de Rotterdam, y cuyo objetivo era establecer una ruta comercial a las Indias Orientales a través del cruce del Estrecho de Magallanes. 

## Organización de la empresa
La compañía fue fundada por varios comerciantes del sur de los Países Bajos, entre los que se encontraban Johan van der Veecken y Pieter van der Hagen. Para su operación, la compañía contaba con una flota compuesta de cuatro barcos y un yate bajo el mando del almirante Jacques Mahu y el vicealmirante Simon de Cordes. En términos historiográficos, se le considera una de las varias voorcompagnies que precedieron a la formación de las grandes empresas de navegación neerlandesas como la VOC y la WIC.
El 4 de diciembre de 1602 los financistas de la expedición elaboran una escritura pública en notaría, debido a que las naves no habían vuelto luego de tres años, y por tanto debían cobrar el seguro asociado.

## Inicio de la expedición

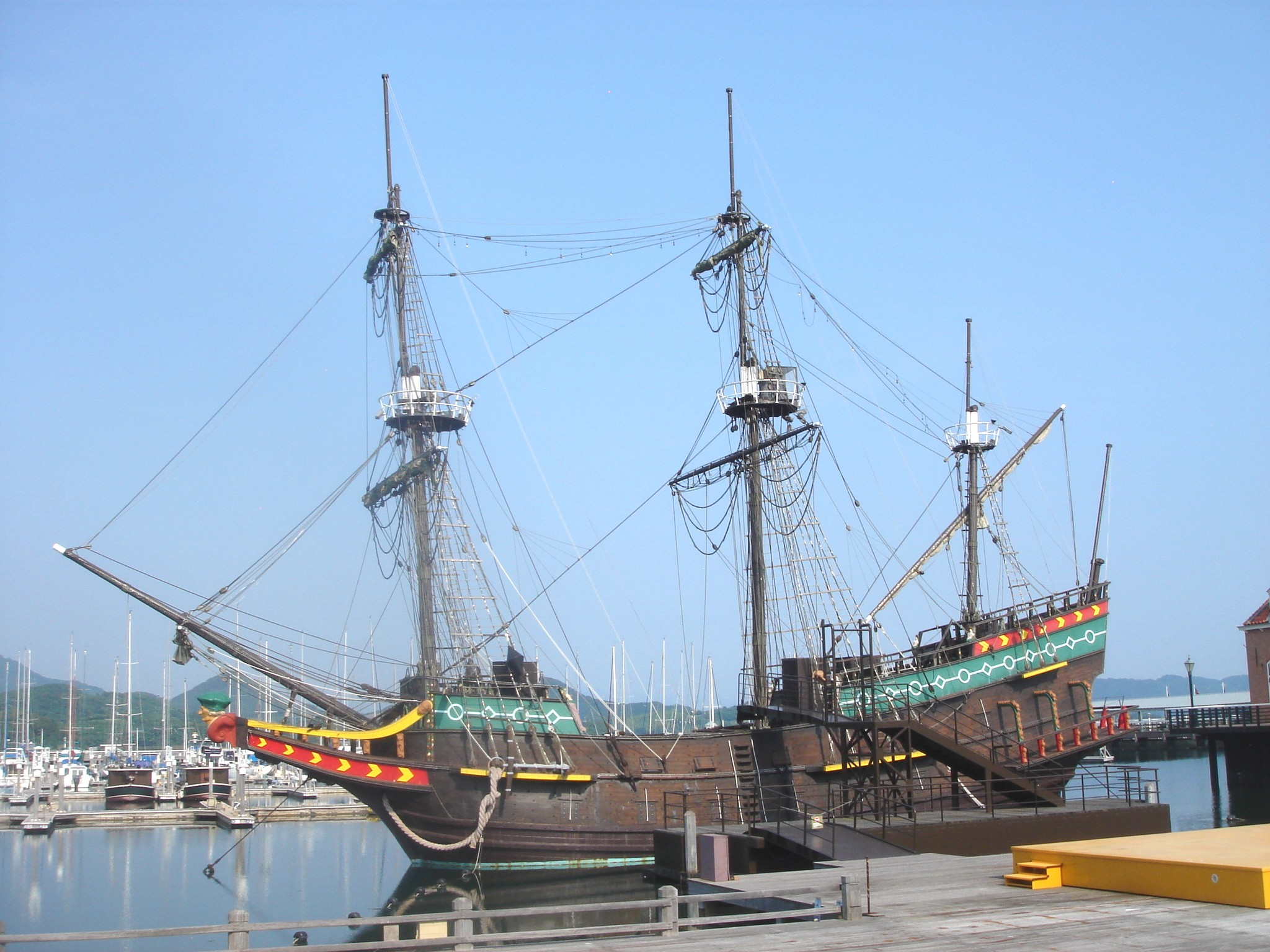
Réplica de la Liefde en el Parque Huis Ten Bosch, Sasebo, Japón.

La expedición zarpó desde Goeree el 27 de junio de 1598, distribuyendo entre sus naves a una tripulación de 491 personas. Los barcos y capitanes fueron:

- Hoop (Esperanza) con 130 hombres y Jacques Mahu como almirante. Le siguieron Simon de Cordes o Jacob Huydecoper como capitán.
- Liefde (Amor) con 110 hombres y Simon de Cordes como vicealmirante. Luego pasó al mando de Gerrit van Beuningen.
- Geloof (Fe) con 109 hombres bajo el mando de Gerrit van Beuningen. Le siguió Sebald de Weert.
- Trouwe (Fidelidad) con 86 hombres bajo el mando de Jurriaen de Boekhout,[6] y luego de Baltasar de Cordes.
- Blijde Boodschap (Buena Nueva), también llamada Vliegeland Hart (Ciervo Volante) con 56 hombres bajo el mando de Sebald de Weert, y luego de Dirck China.

Pese a sus altas expectativas comerciales, desde un comienzo la expedición tuvo problemas. En su escala programada en Praia se encontraron con que la fortaleza había sido reconquistada por los portugueses, y posteriormente en la costa de Isla Brava muchos hombres fallecieron por enfermedad, incluyendo al almirante Jacob Mahu. Este episodio transfirió el liderazgo de la expedición a Simón de Cordes e incluyó otros cambios en la línea de mando: Dirck China fue transferido al Blijde Boodschap como capitán y Gerrit van Beuningen se convirtió en vicealmirante y capitán del Liefde con William Adams como timonel.
Desde la costa africana los barcos se perdieron el giro a la costa de Brasil y terminaron en una zona sin viento y de mal clima. Producto de un brote de escorbuto, la tripulación desembarcó en Annobón, en la costa de Guinea, ahora Guinea Ecuatorial y recién en enero de 1599 pudieron comenzar el cruce del Atlántico.

## Invernada en Magallanes

Escudo de Armas de las Provincias Unidas de los Países Bajos

El arribo al Estrecho de Magallanes fue en invierno y el viento resultó desfavorable, por lo que a los barcos les tomó de cuatro a cinco meses realizar el cruce. Las condiciones climáticas acarrearon penalidades que diezmaron a parte de la tripulación. A esto se sumó el asesinato de tres marinos a manos de indígenas al desembarcar en la costa norte del estrecho, y la posterior muerte de Jurriaan Van Boekhout, capitán del Trouwe, quien sería posteriormente reemplazado por Baltazar de Cordes, hermano de Simón.
Debido a las duras condiciones que debieron enfrentar en el Estrecho de Magallanes, el general Simón de Cordes ideó el plan de crear una orden de caballería, donde tuviesen parte los miembros destacados de su tripulación. A esta orden se dio el nombre de El León Sin Cadenas (Ontbonden Leeuw), y tenía por juramento una defensa de la patria y a "esforzarse en lo posible por hacer triunfar las armas de Holanda en el país de donde el Rey de España sacaba esos tesoros, que durante tantos años había empleado en la opresión de los Países Bajos". Este juramento se realizó el 24 de agosto de 1599, en un punto del estrecho bautizado por los neerlandeses como Bahía de los Caballeros, y que hoy se asocia a la Bahía Riders, frente a la isla Carlos III.
La orden se componía de siete miembros, e incluía a los comandantes de los cinco buques, además de dos representantes de los armadores.
El 2 de septiembre de 1599 las naves retoman la marcha, y al día siguiente ingresan finalmente al Océano Pacífico. No obstante, ocho días más tarde vuelven a sufrir las inclemencias del clima patagónico y terminan siendo completamente dispersadas por distintos caminos. El Blijde Boodschap perdió su bauprés, por lo que el Geloof y el Trouwe debieron ir en su auxilio, pero fueron devueltos al estrecho y perdieron de vista a las otras naves. En este contexto, el Geloof, bajo el mando de Sebald de Weert, se encontró con la expedición de Olivier van Noort el 15 de diciembre, para luego seguir en Magallanes hasta que la tripulación comenzó a amotinarse y exigir el retorno a Europa. En su viaje de regreso descubrieron las Islas Sebaldes, llegando finalmente a Goeree el 13 de junio de 1600 con 36 hombres, siendo la única nave en lograr volver a los Países Bajos.

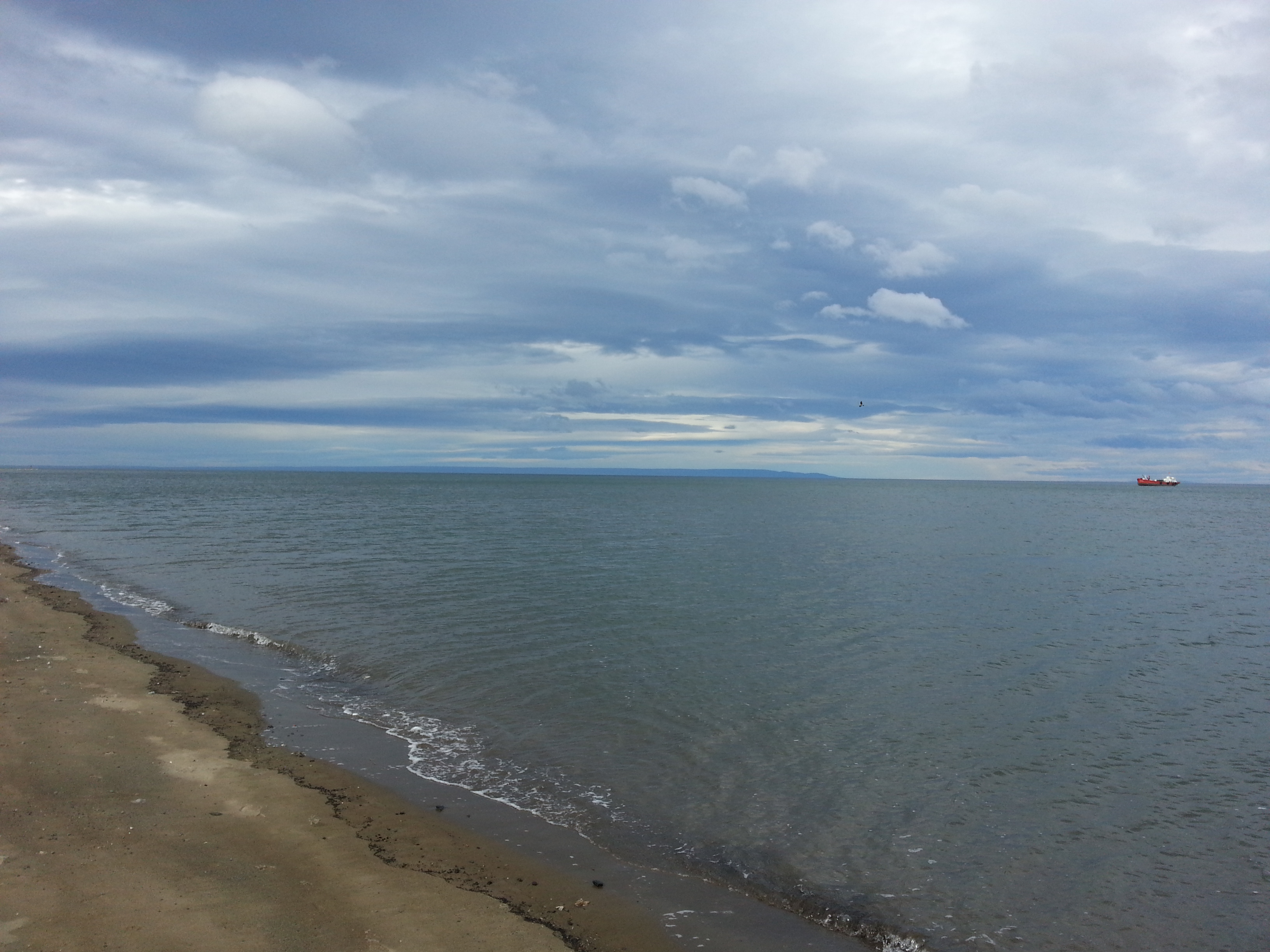
Estrecho de Magallanes

## Ocupación de Chiloé
El Trouwe, ya separada del resto de la expedición, finalmente logró llegar al Océano Pacífico en el verano de 1599, aunque poco después sufre la muerte del almirante Simón de Cordes. Esto ocasiona que el mando se transfiera a su hermano Baltazar de Cordes. 
En el Pacífico los neerlandeses liderados por De Cordes avistan tierra del archipiélago de Chiloé el 3 de marzo de 1600, asociándose posteriormente con los indígenas de la península de Lacuy. De esta asociación surge un plan para conquistar y saquear la ciudad española de Castro, donde los neerlandeses establecen su dominio hasta el 26 de mayo del mismo año. Esta ocupación finaliza luego de que una expedición española llegara desde Osorno liderada por el capitán Francisco del Campo, logrando devolver la autoridad española a Chiloé.
Expulsados de Chiloé, los hombres liderados por De Cordes continúan su viaje y llegan a las cercanías de Trujillo en las costas del Perú, donde capturan un barco español en el cual cruzan el Océano Pacífico hasta Tidore, actualmente Indonesia. La mayoría de ellos fueron asesinados por los portugueses, mientras que los sobrevivientes fueron capturados y llevados a Goa.
El Blijde Boodschap se vio obligado a ingresar al puerto español de Valparaíso, donde la tripulación fue hecha prisionera, debido a la escasez de provisiones. Se piensa que Dirck Gerrits Pomp vendió su nave a los españoles, o bien que fue confiscada.
El Hoop y el Liefde lograron seguir navegando en dirección a las Indias Orientales, aunque perdieron parte de su tripulación en su interacción con los pueblos indígenas americanos, entre ellos a Van Beuningen que fue asesinado en Chile. El Liefde y el Hoop se reencuentran a finales de 1599 en las Islas Galápagos, reiniciando su viaje al oriente. En este trayecto un tifón destruye el Hopp, por lo que sólo el Liefde continúa su viaje.

## El Liefde en Japón

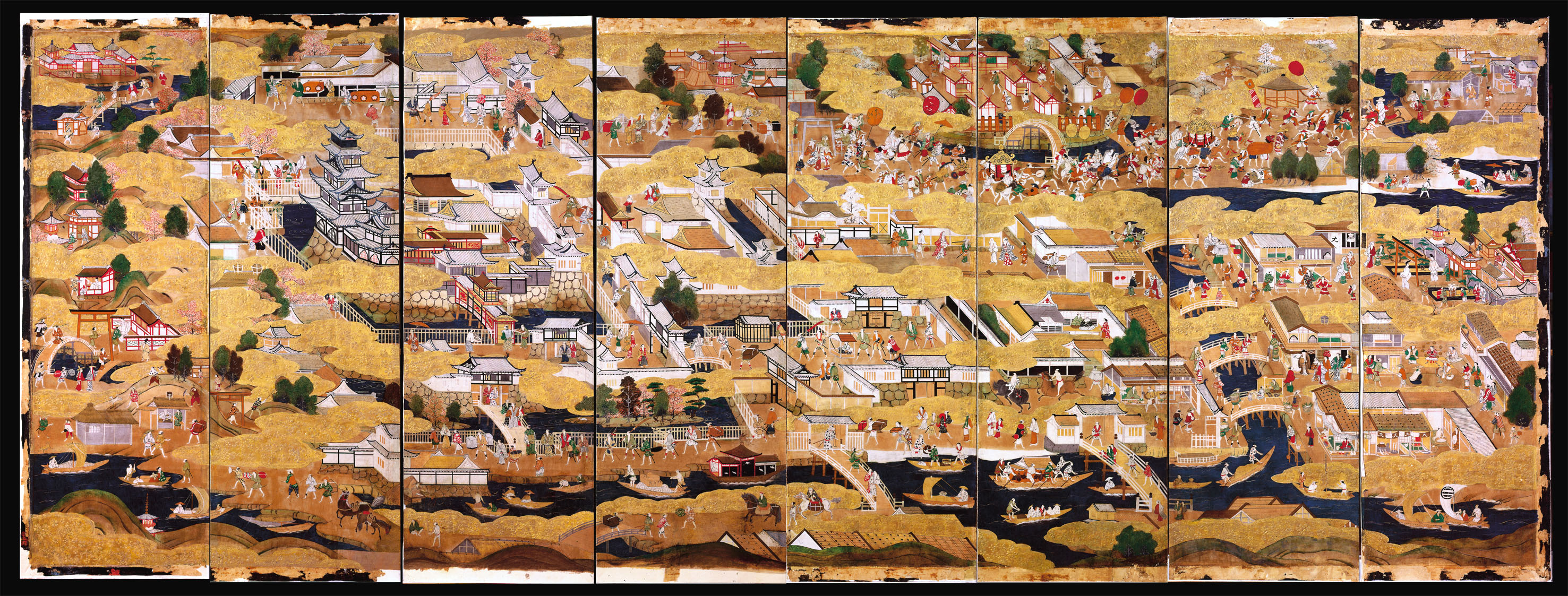
Castillo de Osaka, c.1607.

El 19 de abril de 1600 el Liefde llegó -liderado por Jacob Janszoon Quackernaeck, Melchior van Santvoort y Jan Joosten van Lodensteyn- a la bahía de Usuki (actual Prefectura de Ōita) en la isla Kyushu. De la tripulación, 24 personas habían sobrevivido al viaje, aunque solo seis en condiciones de caminar, muriendo los demás al poco tiempo después de llegar.
En Japón se enfrentaron a la dificultad de la presencia de sacerdotes portugueses, quienes afirmaron a las autoridades locales que el buque era un barco pirata y que todos sus tripulantes tenían que ser crucificados. Esto ocasionó que el Liefde fuera confiscado por el Shogun Tokugawa Ieyasu y la tripulación encerrada en el castillo de Osaka. Las 19 armas de fuego encontradas fueron, según fuentes españolas, utilizadas el 21 de octubre de 1600 en la Batalla de Sekigahara.

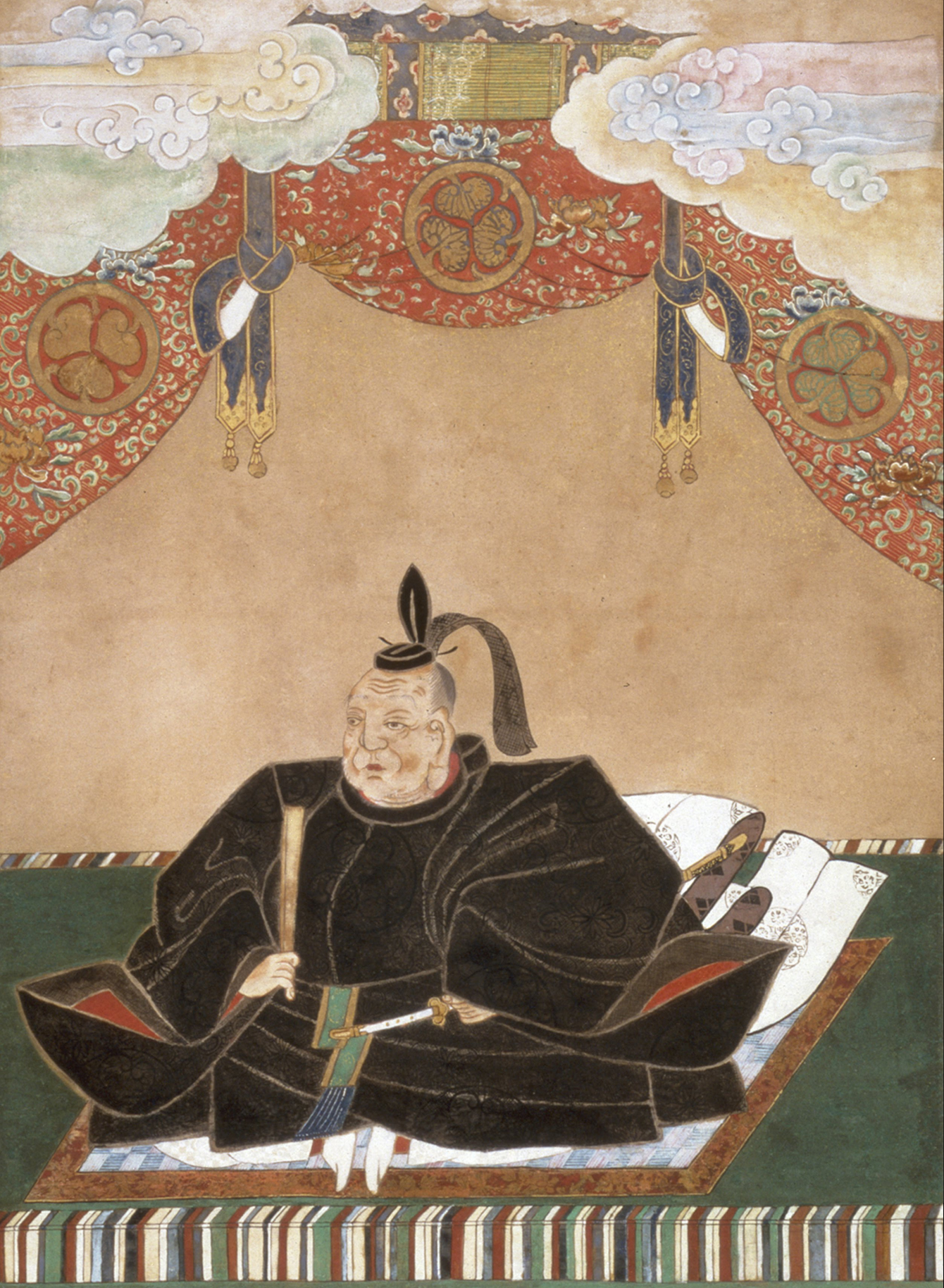
Shogun Tokugawa Ieyasu

Pese a las dificultades iniciales, Melchior van Santvoort consiguió posteriormente establecer buenas relaciones con el shogun, quien se interesó no solo en el conocimiento neerlandés en construcción naval, navegación y cartografía, sino también en su falta de interés misionero, ya que en contraste con los portugueses, la flota de los Países Bajos había llegado exclusivamente para el comercio y no para difundir el cristianismo. También explicaron que la República de los Siete Países Bajos estaba en guerra con el Imperio español, y por tanto con Portugal, en parte porque muchos de ellos eran protestantes. De esta forma el Shogun vio una oportunidad para establecer relaciones comerciales con una potencia europea sin tener a sacerdotes occidentales en el trato.
A Jacob Quaeckernaeck y Melchior van Santvoort se les permitió abandonar Japón en 1605 y navegar hasta Patani en la península de Malasia, donde el también neerlandés Jacob van Neck ya había establecido una fábrica en 1602. Gracias a este viaje los neerlandeses obtuvieron cartas del gobierno japonés, invitandolos a establecer relaciones comerciales, lo que convierte a los Países Bajos en una de las primeras potencias occidentales en lograr el acceso a ese mercado.
Entre la tripulación del Liefde que llegó a Japón también se cuenta a William Adams, que sería el primer británico en llegar a ese territorio, y que llegaría a convertirse en un importante asesor del shōgun Tokugawa Ieyasu. La novela Shogun y la miniserie televisiva del mismo nombre se inspiraron en la estadía de Adams en Japón.